# Christopher William Johnson
Christopher William Johnson ist ein US-amerikanischer Schauspieler und Filmschaffender.

## Leben
Erste Wahrnehmung seiner öffentlichen Arbeit erhielt Johnson 1998 als Regisseur für das Musikvideo zum Lied I know You Love Me der US-amerikanische Pop-Punk-Band Smoking Popes. 2009 erschien der Kurzfilm The Big Date, indem er das Drehbuch verfasste sowie die Produktion und Regie übernahm. Ab 2014 war er vermehrt als Schauspieler in Fernseh- und Filmproduktionen zu sehen. 2014 übernahm er eine Episodenrolle in der Fernsehserie Youthful Daze und eine Nebenrolle als Wilkey im Film Stick 'Em. 2017 folgten Nebenrollen in Hate Horses als Marshall Marion Marshall und in Low Town als FBI-Agent Nicholas Kay. 2019 war er im Film Tellers in der Rolle des Robbie Dawn zu sehen. 2020 übernahm er im Katastrophenfilm Apocalypse of Ice – Die letzte Zuflucht die Rolle des Robert, der maßgeblich für einen positiven Ausgang der Handlung beitrug. 2021 folgte die Rolle des Philip J. Bailey im Film Natasha Hall. 2020 erschien der Film Punch and Judy, eine Verfilmung des gleichnamigen Puppentheaters, indem er das Drehbuch verfasste und für die Regie und die Kamera zuständig war. Außerdem war er als Space Station Officer in Planet Dune, dem Mockbuster zu Dune aus demselben Jahr zu sehen.

## Filmografie (Auswahl)

### Schauspiel
- 2014: Youthful Daze (Fernsehserie, Episode 2x08)
- 2014: Stick 'Em
- 2017: Hate Horses
- 2017: Low Town
- 2019: Tellers
- 2020: Apocalypse of Ice – Die letzte Zuflucht (Apocalypse of Ice)
- 2021: Natasha Hall
- 2021: Planet Dune

### Filmschaffender
- 2009: The Big Date (Kurzfilm; Drehbuch, Produktion und Regie)
- 2020: Punch and Judy (Drehbuch, Regie und Kamera)
- 2023: Battle of the Atlantic – America vs Russia (Top Gunner: Battle of the Atlantic; Drehbuch)
- 2024: Gladiators – Zurück in der Arena (Gladiators; Regie)